# Enugu (stát)
Enugu je jeden ze 36 států Nigérie. Leží na jihu země a jeho hlavním městem je Enugu, po kterém stát nese své jméno. Na severu sousedí se státy Benue a Kogi, na východě se státem Ebonyi, na jihu se státem Abia a na západě se státem Anambra, jehož bylo území dnešního státu Enugu dříve součástí. Vznikl v srpnu 1991, nicméně v roce 1996 se od něj oddělil sousední stát Ebonyi. V roce 2022 zde žilo přibližně 4,7 milionu obyvatel. Dominantními jazyky ve státě jsou angličtina a igboština. 